# Dieter Schwarz
Dieter Schwarz (24 de septiembre de 1939) es un empresario alemán, dueño del Schwarz Gruppe. También es el presidente  y CEO de la cadena de supermercados Lidl y la cadena de hipermercados Kaufland. A fecha de enero de 2018, su patrimonio tenía un valor neto de $20.9 mil millones, haciéndole la 52.ª persona más rica en el mundo.

## Carrera
Después de la muerte de su padre Josef Schwarz en 1977, tomó el control de la cadena de descuento Schwarz & Lidl. Poco después, para evitar llamar a su negocio Schwarz Market (mercado negro), compró los derechos del nombre al copropietario Ludwig Lidl, que era un maestro de escuela.

## Patrimonio
En el año 2009 su patrimonio fue estimado en un valor de 10 mil millones de euros. En octubre de 2012 ascendía a 12 mil millones de euros. A partir de octubre de 2012, el Bloomberg Billionaires Index lista a Schwarz como la 29.ª persona más rica del mundo con un valor neto estimado de US$20.2 mil millones de dólares.
En 2013,  era de €19,6 mil millones, y pasó a ser la 24.ª persona más rica del mundo. En febrero de 2014, fue clasificado como la 23.ª persona más rica del mundo en el Informe Hurun Global Rich List.

## Vida privada
Schwarz vive en Heilbronn, con su esposa Franziska y sus dos hijos.
Schwarz es conocido por ser muy celoso de su privacidad. Solo se sabe que existen dos fotografías suyas, una de ellas en blanco y negro.